# 축복 (1989년 드라마)
《축복》은 1989년 1월 27일에 방영한 KBS 드라마게임이다.

## 줄거리
9년 전 소설가로서 김상옥은 직장없이 가난하다는 이유로, 그에게 딸을 줄 수 없다며 반대한 장인과 장모의 괄시를 받으며 서로 모른 척 하며 지내왔었다. 그러나 국내 최고의 문학상을 수상한 후 책이 잘 팔려 형편이 좋아지자, 상옥의 아내는 이제 그만 장인과 장모를 용서하라고 상옥에게 부탁하지만, 그는 그 말을 무시해 버린다. 장인와 장모 역시 사위를 괄시했던 일을 전혀 사과하려 들지 않는다. 그런 가운데 상옥의 막내 처제가 약혼식을 하게 되어 그 자리에서 장인을 만났지만, 상옥은 가시 박힌 말을 해서 서로간의 갈등의 골은 더욱 깊어진다.
어느날 상옥의 아내는 만취해 들어온 상옥를 다시 설득하지만, 결국 싸움으로 번지고 상옥의 아내는 친정으로 가버린다. 다음 날 문제가 심각함을 느낀 상옥과 장인은 서로를 찾아가려다 길에서 만나지만 분위기만 어색하다. 하지만 두 사람은 해장하자며 함께 걸어간다.

## 등장 인물

### 주요 인물
- 민욱 : 김상옥 역
- 이효춘 : 권오순 역 - 상옥의 아내
- 이순재 : 오순의 아버지 역
- 김소원 : 오순의 어머니 역

### 그 외 인물
- 김종결
- 윤초희
- 권기선 : 권오영 역 - 오순의 동생
- 김영기 : 윤정수 역 - 오영의 약혼자
- 정해창
- 김일란 : 오순의 친구 역
- 윤병훈
- 김경애
- 이현실
- 차두옥
- 권경하
- 이재은 : 은하 역 - 상옥과 오순의 딸